# 亞歷山德羅·甘貝里尼
亞歷山德羅·甘貝里尼（Alessandro Gamberini，1981年8月27日—）是一位意大利足球運動員，現已退役，場上司職後衛。

## 生平
出生於意大利北部博洛尼亞的甘貝里尼，早年一直效力於家鄉球會博洛尼亞。在2005年博洛尼亞由意甲降級至意乙後，甘貝里尼轉會到費倫天拿。
由於意大利後衛人才眾多，而甘貝里尼的實力一直都被評為水準之下，甘貝里尼早年儘管有入選國家隊，但一直是候補。至2007年他才真正代表到國家隊，出席過2008年歐洲國家盃和2009年聯合會盃。
2012年7月，31岁的甘贝里尼轉會至那不勒斯。

## 外部連結
- Fiorentina official profile （意大利文）
- Stats at Tutto Calciatori （页面存档备份，存于） （意大利文）
- National team data （意大利文）